# Ospedale di Santo Spirito (Verona)
L'ospedale di guarnigione di Santo Spirito o più semplicemente ospedale di Santo Spirito, originariamente chiamato Garnisons Spital, è un ospedale militare situato nel centro storico di Verona, progettato dalla k.k. Genie-Direktion Verona austriaca di stanza nella città scaligera e costruito tra il 1852 e il 1856.

## Storia

### Complessi religiosi e ospizi
Il monastero dei canonici dell'Ordine di San Marco, di Mantova, venne fondato all'inizio del XIII secolo presso la chiesa di Santo Spirito, che sorgeva su una piccola altura, allora in aperta campagna. Dal 1350, trasferiti i frati, rimasero le monache, passate nel 1354 all'Ordine Benedettino. La chiesa fu riscostruita una prima volta nel 1360 e nuovamente nel 1488, mentre il campanile annesso venne realizzato tra il 1596 e il 1599. Alla chiesa erano annessi anche due chiostri, alcune pertinenze articolate su corti e un grande orto nello spazio retrostante.
Nel 1642, quasi di fronte all'antico monastero di Santo Spirito, venne edificata la chiesetta di San Giacomo (o San Jacopo) di Galizia, con l'annesso ospizio per poveri e pellegrini. Dal 1739 l'ospizio fu convertito a ricovero per le penitenti del soccorso, opera pia istituita in quell'anno. Dopo la ristrutturazione dei fabbricati dell'ospizio e della chiesa, nel 1751, l'istituto prese il nome di Soccorso di San Giacomo di Galizia alla Valverde; nell'assetto planimetrico raggiunto in quell'anno, il complesso constava di due chiostri disposti simmetricamente e divisi dal corpo assiale della chiesa. Ulteriori lavori furono eseguiti tra il 1768 e il 1769, probabilmente riguardanti una nuova ristrutturazione della chiesa di San Giacomo.
Un'altra antica istituzione ospitaliera era presente nelle immediate vicinanze di San Giacomo del Soccorso: si trattava della chiesetta di Santa Maria Vergine, detta della Valverde, con annesso ospedale per pellegrini e infermi, che fu edificata nel 1321. La corporazione laicale fondatrice fu tuttavia soppressa nel primo decennio dell'Ottocento per mezzo di un decreto napoleonico, per cui gli edifici che componevano il complesso furono demanializzati; lo stesso provvedimento fu applicato al monastero di San Giacomo e al monastero di Santo Spirito. Il monastero e la chiesa di Santo Spirito furono così destinati, nel 1805, ad ospitare l'ospedale militare dell'esercito napoleonico del Regno d'Italia.

### L'ospedale militare

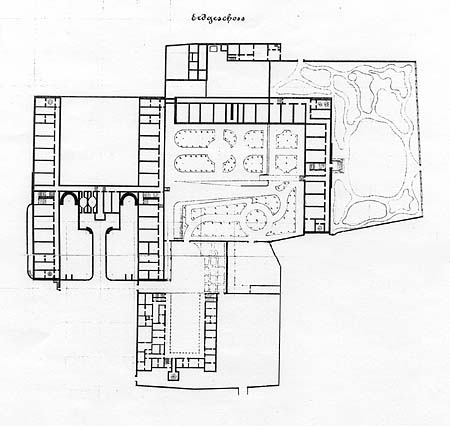
Pianta di progetto del piano terra dell'ospedale, con il corpo a "H" sulla sinistra, il corpo a "L" sulla destra e in basso la parte superstite del chiostro di San Giacomo

La destinazione a ospedale militare del complesso venne successivamente confermata dall'amministrazione austriaca, ed estesa al vicino convento di San Giacomo, che risultava inutilizzato dal 1806, a seguito della soppressione napoleonica. Si costituì, in questo modo, il primo nucleo dell'ospedale militare, tramite interventi di manutenzione e di semplice adattamento degli antichi edifici religiosi.
Il monastero di Santo Spirito e l'ospizio di Santa Maria della Valverde furono infine rasi al suolo nel 1852, per consentire la costruzione del nuovo ospedale militare absburgico, su progetto del capitano ingegnere Julius Bolza, in servizio alla k.k. Genie-Direktion Verona. I lavori prevedevano la realizzazione del corpo a "H", ma a cantiere da poco avviato il feldmaresciallo Josef Radetzky dispose l'ampliamento dell'ospedale per portale la capienza complessiva a oltre 2.000 malati, per le necessità di guerra; Bolza delineò così il progetto del monumentale corpo di fabbrica a "L", prospettante su stradone Porta Palio. I lavori si conclusero nel 1856.
Il complesso absburgico di Santo Spirito ha mantenuto ininterrottamente la sua destinazione originaria, tanto da essere ancora destinato dall'esercito italiano alla medicina militare.

## Descrizione

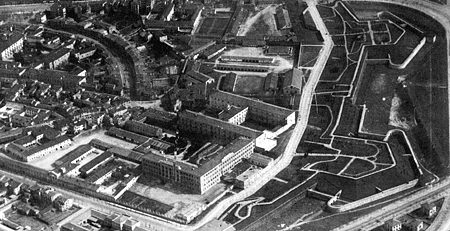
L'ospedale militare in una foto aerea degli anni trenta, da cui si possono facilmente identificare il corpo a "L" e quello a "H"

L'impianto architettonico dell'ospedale corrisponde al progresso delle scienze mediche raggiunto nella prima metà dell'Ottocento: furono infatti applicati i più progrediti indirizzi di tecnica sanitaria, di igiene edilizia, nonché di organizzazione amministrativa del servizio di sanità militare. L'ospedale è composto di due sezioni principali tra di loro coordinate, che si possono suddividere nel corpo a "H", di prima edificazione, e il corpo a "L", successivo ampliamento.
Il grande impianto disposto sulla forma planimetrica a “H” è formato di corpi rettilinei elevati su quattro piani, con due fabbricati contrapposti, paralleli, collegati in asse da un corpo minore. Nel corpo mediano di collegamento furono previsti i servizi generali di ogni piano, le sale di terapia e la cappella. Le scale erano a rampe interrotte da piani intermedi, ed erano predisposte con gradini ad alzata assai ridotta, per renderle più comode ai malati e ai feriti, trasportati con barelle e carrelli. A questo primo grande impianto si aggiunse l'ampliamento, un corpo rettilineo  sempre su quattro piani ma a forma di "L", disposto verso stradone Porta Palio.
La capienza era pianificata per 1 400 ammalati (fino a 2 000 in caso di emergenza o di guerra), da ricoverare nelle sale disposte in serie nei corpi rettilinei, disimpegnate dal corridoio laterale, assai ampio. Ogni sala accoglieva 14 letti, e la notevole altezza interna era stabilita sullo standard igienico di 30 m³ d'aria pro capite. In tempo di pace nell'ospedale dovevano essere ricoverati i soldati di presidio nella piazzaforte veronese e i loro familiari, ma in tempo di guerra doveva servire all'Armata impegnata nelle operazioni.

L'imponente colonnato di ordine gigante che affaccia lungo stradone Porta Palio

Prospiciente alla circonvallazione interna, del tutto isolato per convenienza igienica, era situato lo stabilimento per le cucine, la lavanderia e la disinfezione, annesso all'edificio per l'obitorio e la sala anatomica. Completamente separati sono gli spazi previsti per gli altri servizi generali. L'amministrazione, la farmacia con gli annessi magazzini, gli alloggi per il direttore e gli ufficiali medici superiori erano collocati nella parte superstite di San Giacomo del Soccorso, con il chiostro archeggiato, su due ordini, restaurato. Nel sistema delle corti dell'ospedale erano infine inseriti quattro spazi disposti a giardino: quello d'ingresso e il corrispondente simmetrico, nel corpo a "H"; il parco geometrico su due livelli, contenuto all'interno del corpo a "L"; il parco a disegno naturalistico, con la recinzione a pilastri, verso lo stradone di Porta Palio.
Il Garnisons Spital è pensato come un palazzo urbano, privo di connotati militari ma adeguato alla solenne grandiosità dell'insieme, più imperiale che guerresca, immagine della provvidenza statale absburgica. Nell'architettura neoclassica di Julius Bolza prevale la memoria del Settecento prussiano e sassone. Bolza si riferiva non solo alla partitura compositiva del tardo barocco tedesco, ma ne riprendeva i grandi temi spaziali, paesistici e prospettici.
Il corpo mediano trasversale dell'edificio a "H", che sbarra l'antica strada diretta alle mura, si erge come meta prospettica: il pronao centrale, a timpano, su due ordini, riproduce il motivo della sanmicheliana porta Nuova. Sulla copertura emerge inoltre la neoclassica torretta ottagonale, con l'orologio e le campane. Il prospetto verso corso Porta Palio, connotato dal possente colonnato dorico esastilo, su ordine gigante, è desunto invece dal colonnato sanmicheliano di porta Palio; anche se il disegno ha una diversa connotazione stilistica, tra le due opere si stabilisce una relazione visiva, prospettica.

## Ospiti illustri
Il 17 agosto 1916 vi morì Umberto Boccioni che il giorno prima, durante una esercitazione militare, era rimasto coinvolto in un incidente cadendo da cavallo.